# 李青松 (军人)
李青松（？—1951年3月17日），朝鮮民主主義人民共和國軍人，出身高麗人。

## 人物
他生於蘇聯，於蘇聯紅軍通訊學校畢業，後任由抗聯改組的苏联远东方面军独立第88步兵旅的特務長。
二戰結束後，參與創設朝鮮人民軍。1946年9月任保安幹部訓練大隊部通信部副部長。1948年2月任朝鮮人民軍第2師師長。
1950年6月25日，朝鮮戰爭開始，第2師侵攻韓國春川，但遭大韓民國第6步兵師第7團抵抗，他被降職為南海旅旅長。後轉攻馬山市，但在9月被潛藏在智異山的美國第八集團軍反攻，他死於1951年3月17日。